# Saison 1921 de la NFL
Navigation
Édition précédente Édition suivante
La saison 1921 de la NFL est la première saison officielle de la National Football League. En fait, le nom de NFL n'est adoptée qu'en 1922, et c'est sous le nom d' « American Professional Football Association » que la Ligue opère à ses débuts.
Cette saison voit le début des Packers de Green Bay en NFL, ligue dans laquelle ils évoluent toujours, étant ainsi la plus vieille des franchises NFL existantes.